# Алмали
Алмали (на румънски: Almălău, Алмълъу) е село, център на община в окръг Кюстенджа, Северна Добруджа, Румъния.

## География
Селото е разположено на 4 километра от Силистра и е част от Община Остров.

## История
В края на османския период в селото живеят 645 български семейства. През 1853 година Никола Икономов – Жеравненеца съобщава за село Алмалии, където вероятно получава от местен жител финансова помощ за издаване на своята книга „Земледелие“.
При избухването на Балканската война в 1912 година един човек от Алмали е доброволец в Македоно-одринското опълчение.
От  27 юни до 14 ноември 1917 г. издаваният в Бабадаг вестник „Добруджа” издирва, съставя и публикува подробен поименен списък на отвлечените в Румъния добруджанци, разпространяван под името Мартиролог на добруджанските първенци. В тези списъци са запазени имената на 1537 души, отвлечени от Алмалии в Румънска Молдавия по време на Първата световна война. При този акт на 22 август 1916 год. са интернирани общо 429 семейства заедно със селския свещеник Атанас Драгнев и 136 деца от 1 до 3 годишна възраст. 
До 1940 година Алмали все още е с преобладаващо българско население. Стилиян Чилингиров пише в 1918 година:
| „ | Някои от тях [българските села в Добруджа] в културно отношение не само могат да се поставят непосредно след Тулча, но могат и да се смятат като културни средища, изиграли почти равнозначуща роля с тая на добруджанската столица. Като такива смело могат да се посочат селата Долно Чамурлии, Касапкьой, Башкьой и Черна, особено първите две села, които най-напред отхранват доморасли просветни деятели: попове и учители, поели скоро в ръцете си просветата почти на цяла централна Добруджа. Едно село само не им отстъпва в това отношение – с. Алмалии, което се е числяло в турско време повече към Силистра, отколкото към градовете на Северна Добруджа. | “ |

Българското население на Алмали се изселва в България по силата на подписаната през септември същата година Крайовската спогодба. Жителите му се заселват в село Айдемир, село Фрашари и други.